# خلية موجهة للغدة التناسلية
خلايا موجهة للغدد التناسلية (بالإنجليزية: Gonadotropic cells)‏ هي خلايا موجهة للغدد التناسلية وخلايا الغدد الصماء في الغدة النخامية الأمامية التي تنتج هرمون الغونادوتروبينات أو الجونادوتروبين تحتوي الغدد التناسلية على مستقبلات الأنسولين، والتي يمكن المبالغة في تحفيزها بمستويات الأنسولين العالية جدًا. قد يؤدي ذلك إلى العقم حيث تتعطل مستويات إطلاق الهرمونات